# Dieter-Hildebrandt-Preis

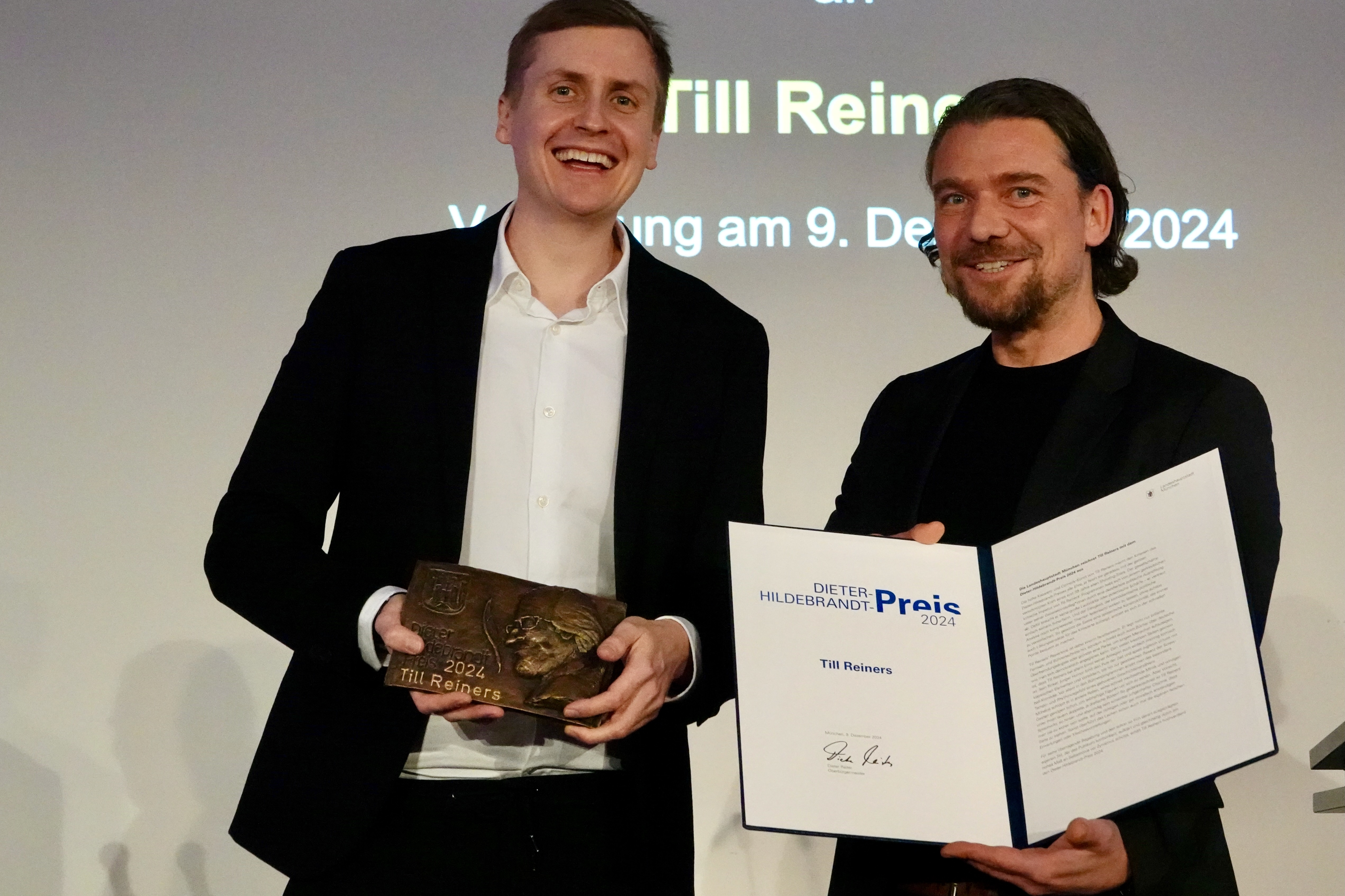
Dieter Hildebrandt-Preis 2024: Till Reiners (links) und Stadtdirektor Marek Wiechers

Der Dieter-Hildebrandt-Preis wird seit 2016 jährlich an Kabarettisten oder Ensembles vergeben, die sich mit politischen oder gesellschaftlichen Programmen bereits profilieren konnten. Er ist mit 10.000 Euro dotiert (Stand 2020).
Der Preis ist Nachfolger des bis 2013 verliehenen Kabarettpreises der Landeshauptstadt München, der seit 1995 – seit 2001 alternierend mit dem Förderpreis Tanz der Landeshauptstadt München – vom Münchner Stadtrat verliehen wurde. Als Preisträger kamen nur Künstler oder Ensembles in Betracht, die ihren Wohnsitz bzw. ihre Wirkungsstätte in der Region München haben oder deren Schaffen mit dem Theaterleben Münchens eng verknüpft ist. Der Preis wurde für künstlerisch herausragende Leistungen in den Kreativbereichen des Kabaretts und der Kleinkunst vergeben. Das Vorschlagsrecht lag bei einer vom Stadtrat berufenen Kommission, bestehend aus Fachjuroren und Mitgliedern des ehrenamtlichen Stadtrats. Die Auszeichnung war mit 6.000 Euro dotiert.
Mit Beschluss des Kulturausschusses des Münchner Stadtrates vom 16. April 2015 wurde dieser Preis in Dieter-Hildebrandt-Preis umbenannt und wird nun jährlich vergeben. Mit der Schaffung des Dieter-Hildebrandt-Preises ehrt die Stadt München den 2013 verstorbenen Kabarettisten Dieter Hildebrandt.

## Frühere Preisträger

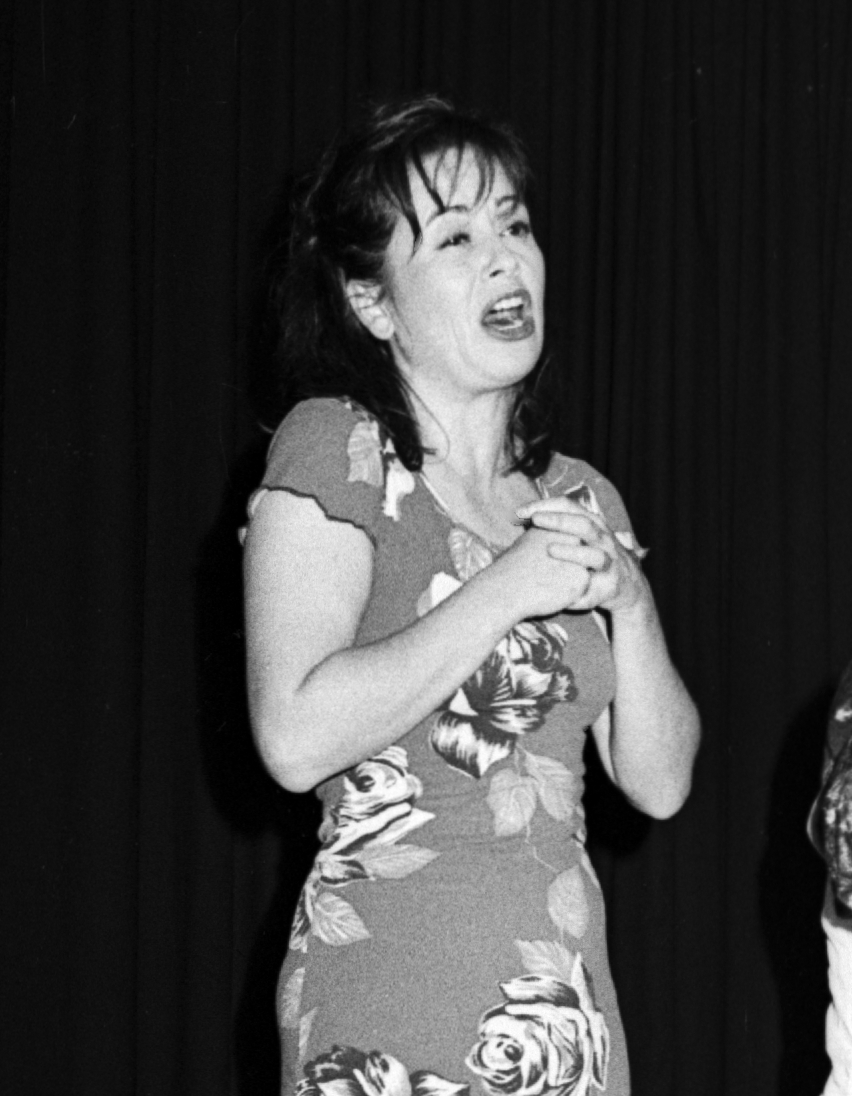
Preisträger 1995: Gabi Rothmüller
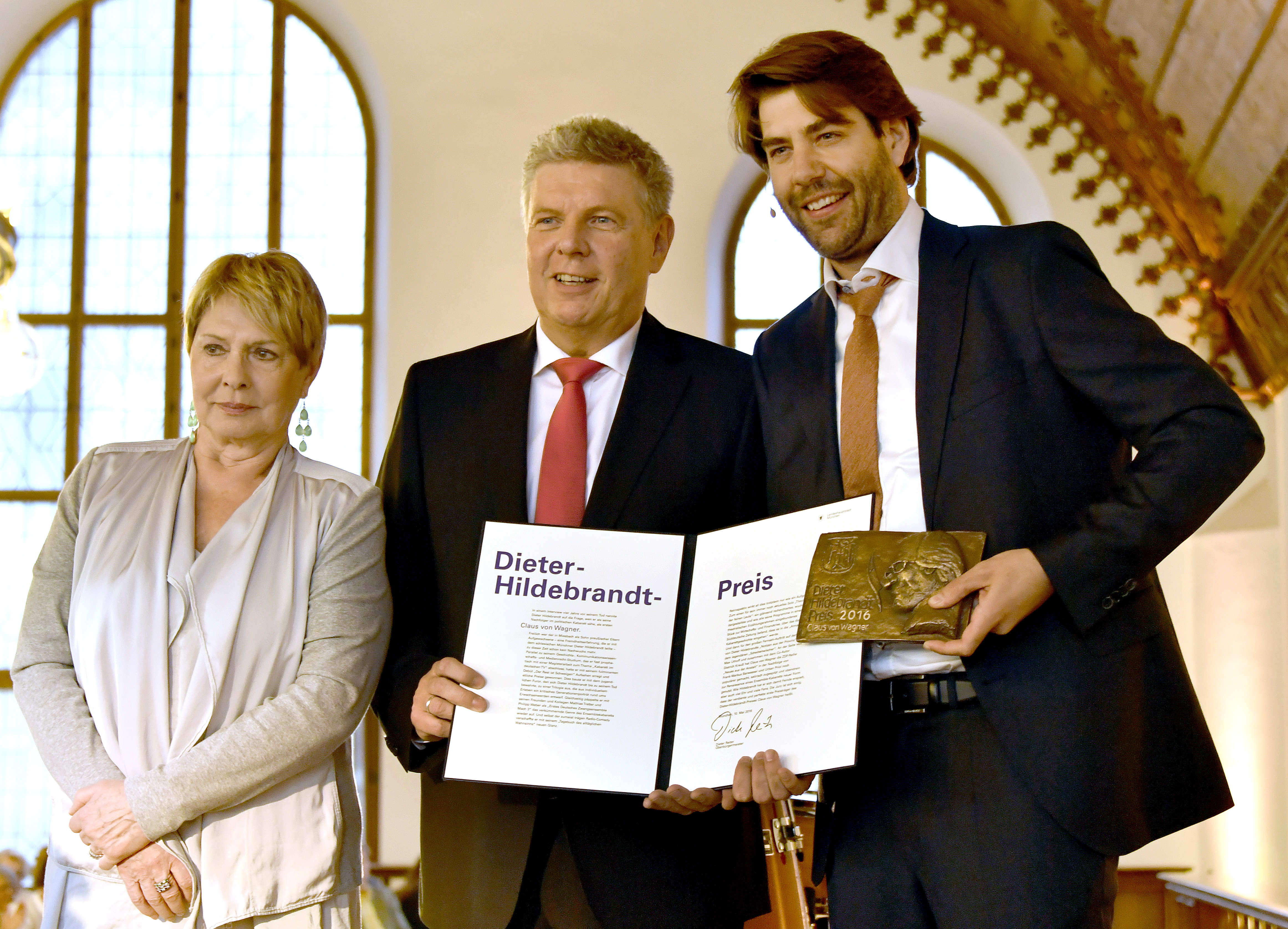
Preisträger 2016: Claus von Wagner neben Dieter Reiter u. Renate Hildebrandt
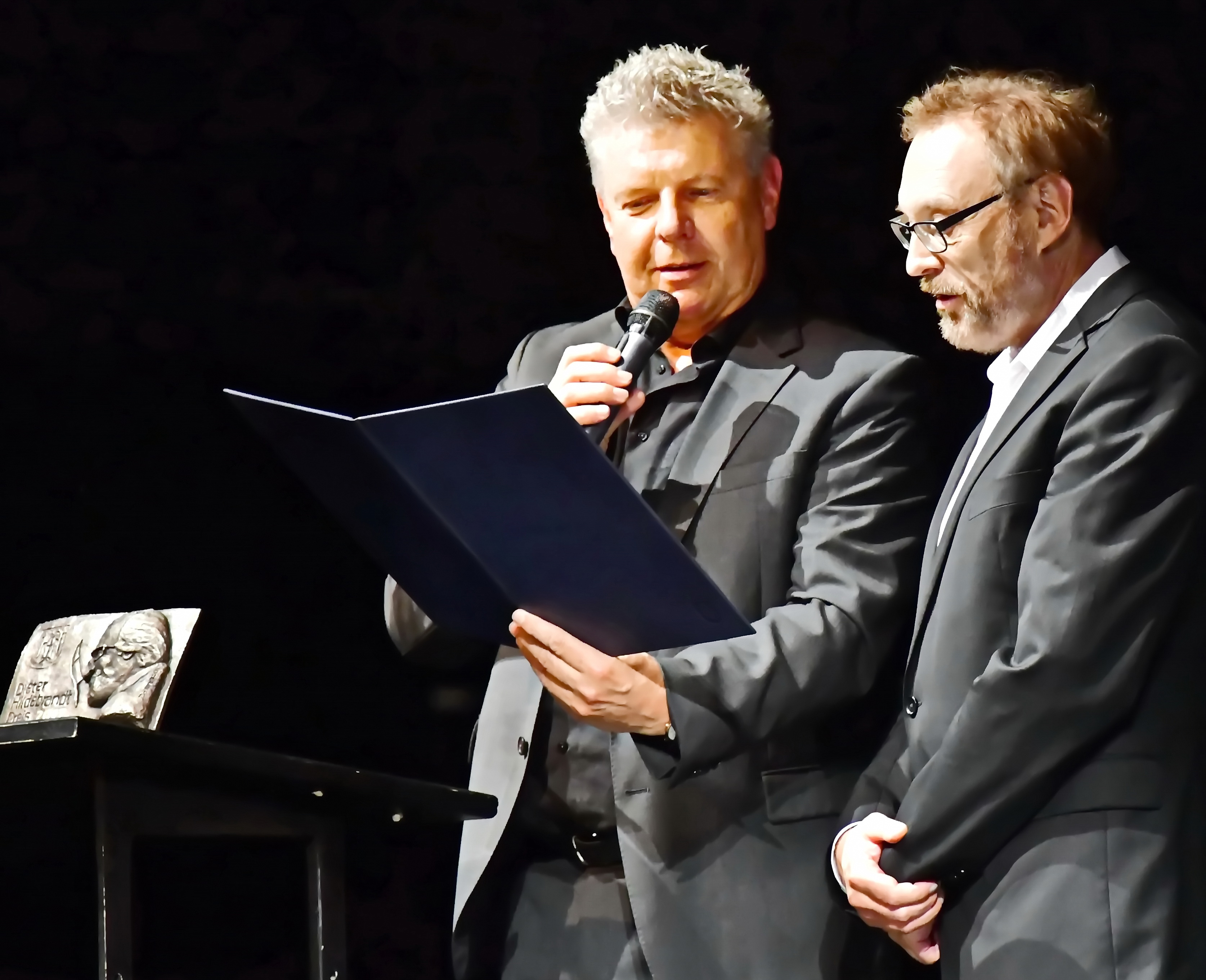
Preisträger 2017: Josef Hader (re.)
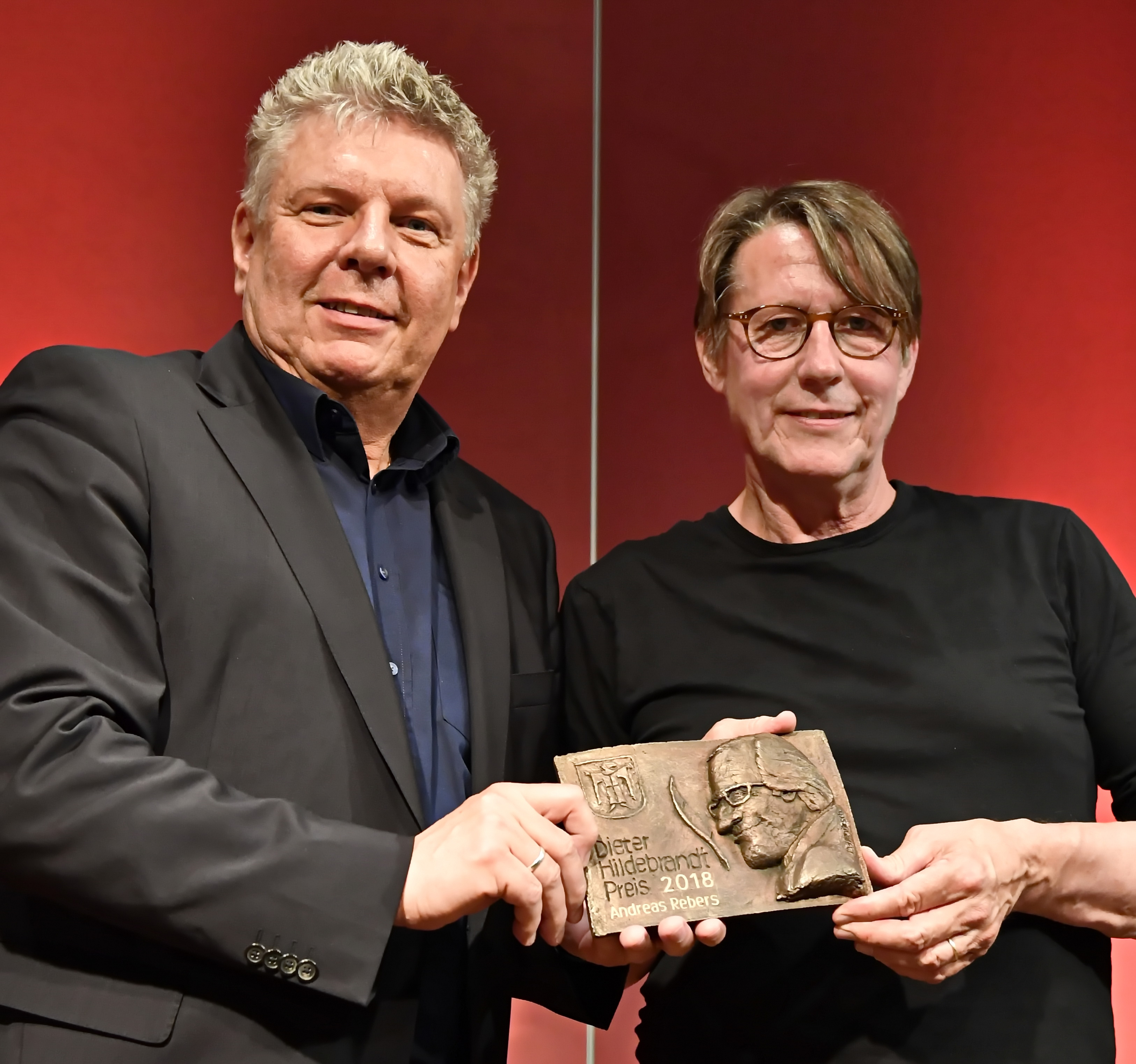
Preisträger 2018: Andreas Rebers (re.)
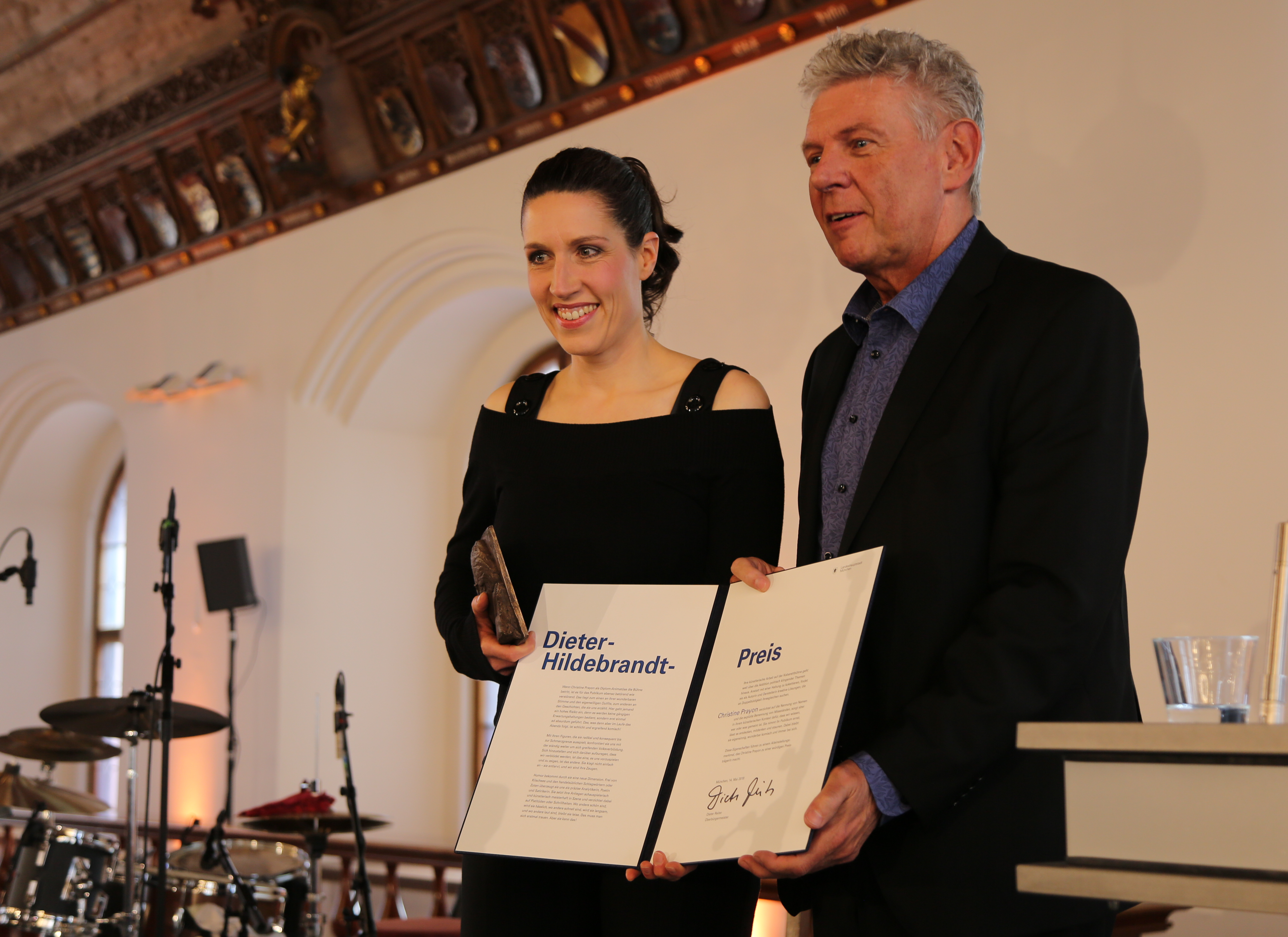
Preisträgerin 2019: Christine Prayon (li.)
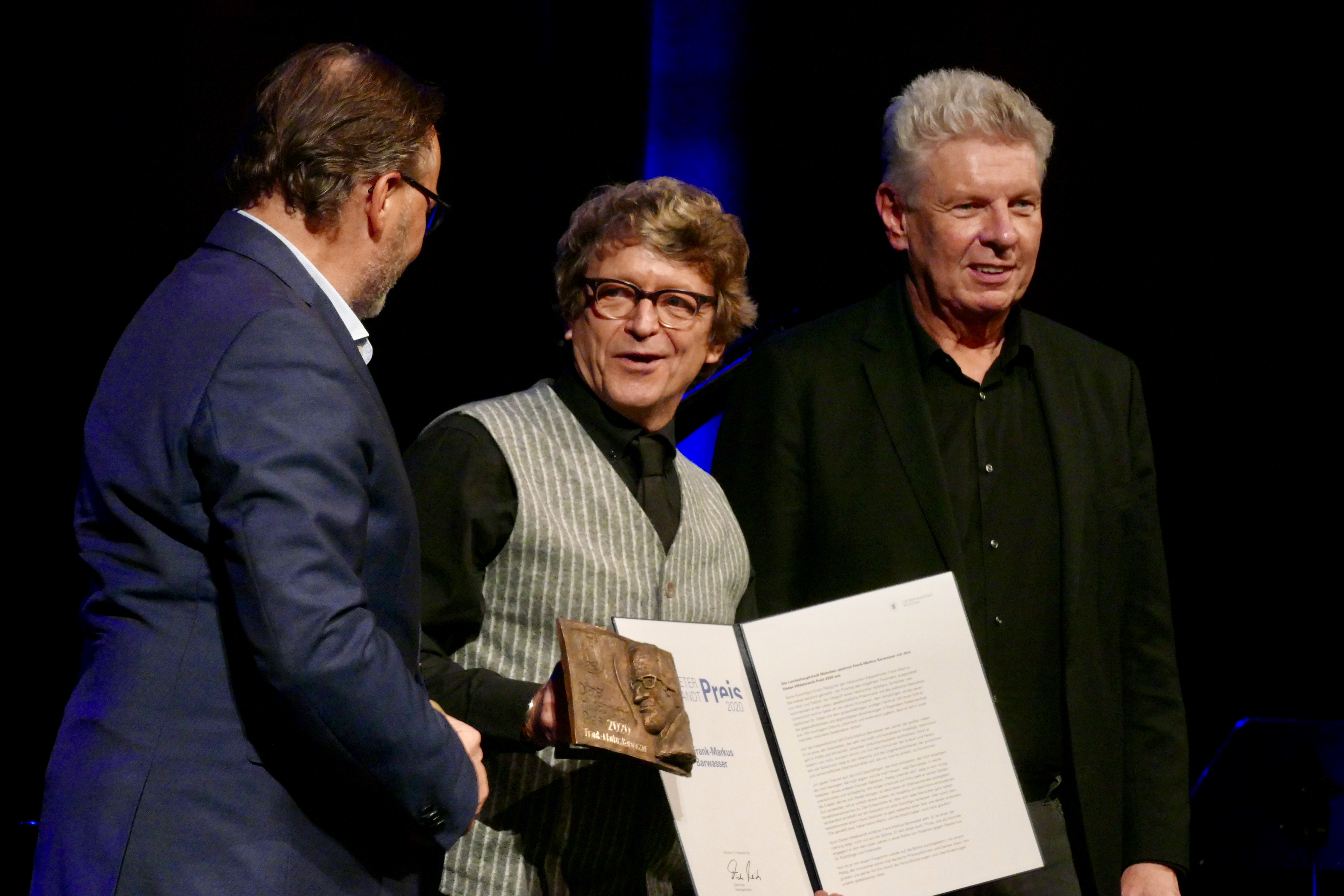
Preisträger 2020: Frank-Markus Barwasser (Mitte)
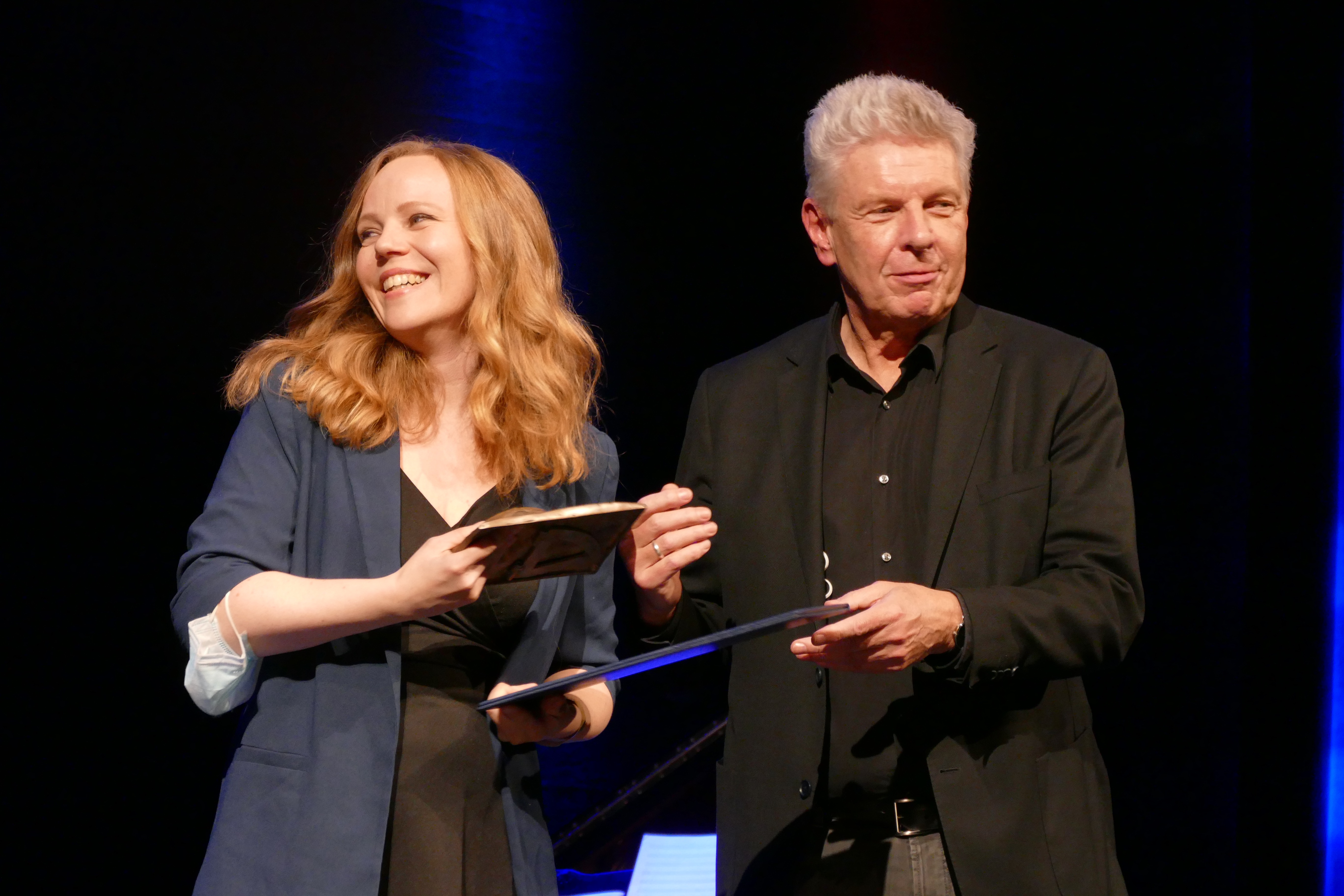
Preisträgerin 2021: Sarah Bosetti
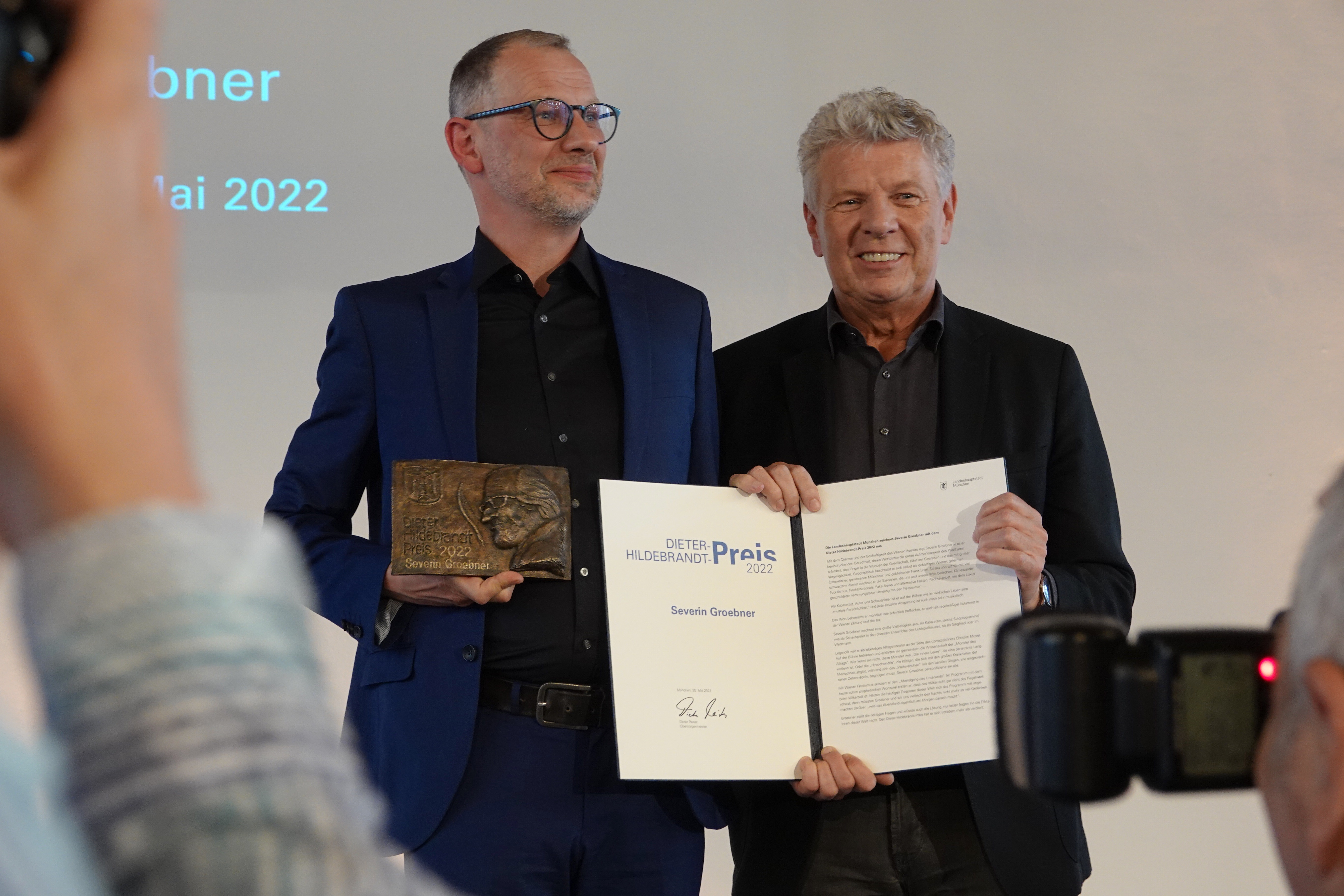
Preisträger 2022: Severin Groebner
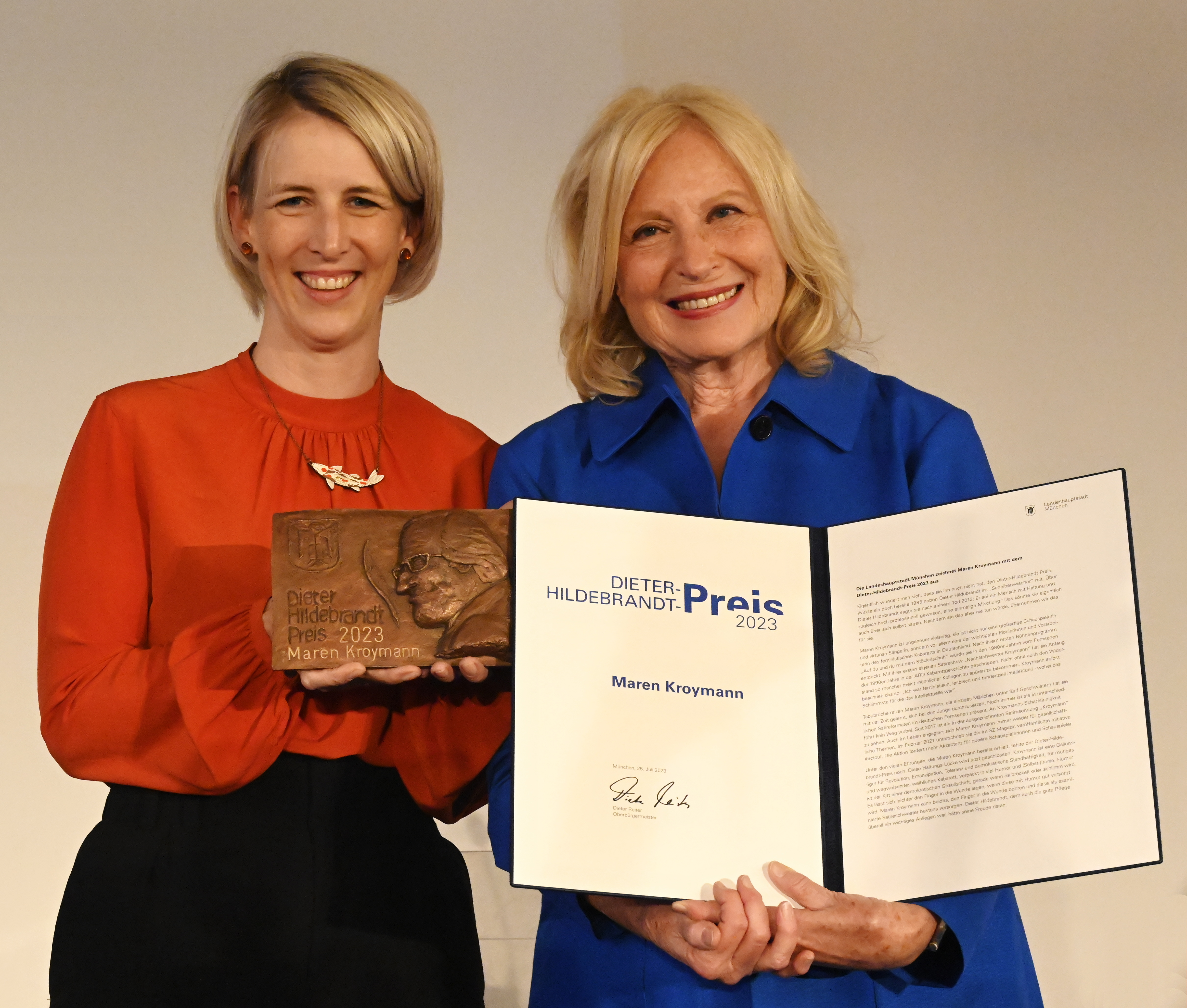
Preisträgerin 2023: Maren Kroymann

## Preisträger

### Kabarettpreis der Landeshauptstadt München
- 1995: Gruppo di Valtorta und Gabi Rothmüller
- 1996: Andreas Giebel
- 1997: Faltsch Wagoni (Silvana Prosperi und Thomas Busse)
- 1998: Peter Spielbauer
- 1999: Holger Paetz
- 2001: Trio „Bauer – Beier – Zauner“ (Uli Bauer, Angelika Beier und Walter Zauner)
- 2003: Luise Kinseher und Helmut Ruge
- 2005: Jörg Maurer
- 2007: Helmut Schleich
- 2009: Maria Peschek
- 2011: Werner Winkler
- 2013: Christian Springer

### Dieter-Hildebrandt-Preis
- 2016: Claus von Wagner
- 2017: Josef Hader
- 2018: Andreas Rebers
- 2019: Christine Prayon[1]
- 2020: Frank-Markus Barwasser[2][3]
- 2021: Sarah Bosetti[4]
- 2022: Severin Groebner[5]
- 2023: Maren Kroymann[6]
- 2024: Till Reiners[7]
- 2025: Max Uthoff[8]